# ويليام إف. ليونارد
ويليام إف. ليونارد (بالإنجليزية: William F. Leonard)‏ هو عسكري أمريكي، ولد في 9 أغسطس 1913 في لوكبورت في الولايات المتحدة، وتوفي بنفس المكان في 4 أغسطس 1985.